# Grundversorgungsvereinbarung
Die Grundversorgungsvereinbarung – Art. 15a B-VG, im Langtitel Vereinbarung zwischen dem Bund und den Ländern gemäß Art. 15a B-VG über gemeinsame Maßnahmen zur vorübergehenden Grundversorgung für hilfs- und schutzbedürftige Fremde (Asylwerber, Asylberechtigte, Vertriebene und andere aus rechtlichen oder faktischen Gründen nicht abschiebbare Menschen) in Österreich, kurz GVV, ist eine Vereinbarung gemäß Art. 15a B-VG. Sie regelt Umfang und die Aufteilung der Lasten in der Grundversorgung von Asylsuchenden in Österreich.

## Vertragsbestimmungen
Der Bund gewährt mit dem Asylgesetz Asylsuchenden in Österreich eine Erstversorgung in einer Betreuungseinrichtung des Bundes. Dann werden die Asylsuchenden in die Zuständigkeit der Länder überstellt. Die Grundvereinbarung stellt „die bundesweite Vereinheitlichung der Gewährleistung der vorübergehenden Grundversorgung für hilfs- und schutzbedürftige Fremde, die im Bundesgebiet sind, im Rahmen der bestehenden verfassungsrechtlichen Kompetenzbereiche“ sicher. Sie „soll bundesweit einheitlich sein, partnerschaftlich durchgeführt werden, eine regionale Überbelastung vermeiden und Rechtssicherheit für die betroffenen Fremden schaffen.“ (Art. 1 Zielsetzung Absatz 1).
Dabei erfasst die Vereinbarung Asylwerber (Flüchtlinge, die einen Asylantrag gestellt haben), Asylberechtigte (Konventionsflüchtlinge mit stattgegebenem Asylverfahren, einschließlich abgewiesenen Asylwerbern in der Berufung, und endgültig Abgewiesene bis zur Abschiebung), Vertriebene (nach EU-Massenzustrom-Richtlinie oder § 29 FrG) und andere aus rechtlichen oder faktischen Gründen nicht abschiebbare Menschen (subsidiär Schutzberechtigte, Refoulementschutz). Miteingeschlossen sind auch von Amts wegen international Schutzberechtigte (nach § 3a AsylG) und die Aufenthaltsbewilligung – Humanitäre Gründe nach § 10 Abs. 4 FrG (Art. 2 Zielgruppe GVV).
Die Vereinbarung regelt die Aufgaben des Bundes (Art. 3 GVV) und die Aufgaben der Länder (Art. 4):
- der Bund betreibt die Betreuungseinrichtungen des Bundes, eine Koordinationsstelle, die auch die Verteilung der Asylwerber auf die Länder regelt, und Vorsorgekapazitäten für die Bewältigung von Unterbringungsengpässen in den Ländern
- die Länder übernehmen die Versorgung der Asylwerber, einschließlich Schaffung und Erhaltung der notwendigen Infrastruktur.

Abgewickelt werden die Asylverfahren dabei vom Bundesasylamt. Der Bund-Länder Koordinationsrat überwacht die Vereinbarung (Art. 5). Außerdem wurde die Einrichtung eines Betreuungsinformationssystems vereinbart (Art. 1 Abs. 3, Art. 13).
Die Vereinbarung regelt weiterhin den Umfang der Grundversorgung (Art. 6) und garantiert auch die Einhaltung der Richtlinie 2003/9/EG des Rates zur Festlegung von Mindestnormen für die Aufnahme von Asylwerbern in den Mitgliedstaaten und die Richtlinie 2001/55/EG des Rates vom 20. Juli 2001 über Mindestnormen für die Gewährung vorübergehenden Schutzes im Falle eines Massenzustroms von Vertriebenen. (Art. 1 Abs. 2). Außerdem führt die Vereinbarungen Sonderbestimmungen für unbegleitete minderjährige Fremde (Art. 6) und für Akutmaßnahmen bei Massenfluchtbewegungen (Art. 7).
Zentraler Punkt ist auch die Regelung des Verteilungsschlüssels für die Länder, nämlich in „Bedachtnahme auf das Verhältnis der Wohnbevölkerung“ und durch „jährliche Gesamtbetrachtung“ (Art. 1 Abs. 3). Sie setzt auch die Maximalkosten der Grundversorgung fest (Art. 9) und regelt die Kostenverteilung (Art. 10–12): Diese werden zwischen Bund und Ländern im Verhältnis sechs zu vier aufgeteilt (Art. 10 Abs. 1), zwischen den Ländern ebenfalls nach Wohnbevölkerung (Art. 10 Abs. 2).

## Geschichte
Ursprünglich hatte der Bund Asylwerber im Rahmen der Privatwirtschaftsverwaltung allein versorgt (bis 1991 ohne sonderliche rechtliche Basis, ab dann nach dem Bundesbetreuungsgesetz). Dabei tauchten aber – neben allgemeinen Problemen der bisher recht ungeregelten Materie des Asylwesens und neuen europarechtlichen Bestimmungen –  auch verfassungsrechtliche Bedenken auf: Zwar sind die fremdenpolizeilichen Belange allgemein Bundesangelegenheit, die Versorgung von Fremden aber Teil der Vollziehung des Armenwesens, und daher nach Art. 12 Abs. 1 Z 1 B-VG Kompetenz der Länder (der Bund entscheidet nur über Grundsätze).
Daher wurde 2003 die Vereinbarung der Gebietskörperschaften getroffen. Die Regierungsvorlage wurde 15. Dezember 2003 im Ministerrat beschlossen, am 24. März 2004 im Nationalrat, am 16. April im Bundesrat, und zwischen März und Juli in den Landtagen der Länder, und dann mit 15. Juli 2004 auf Bundesebene verlautbart. Es folgte dann die umfassendere Novelle des Fremdenrechtspakets 2005.
Des Weiteren hatte der OGH 2003 geurteilt, dass der Rechtsanspruch der Asylsuchenden auf eine menschenwürdige Versorgung bestünde, was zu diversen gerichtlichen Verfügungen gegen den Bund führte. Daher wurde mit dieser Vereinbarung auch explizit ein Rechtsanspruch ausgeschlossen (Art. 1 Abs. 5): Minimalanspruch, den zu erfüllen Österreich völkerrechtlich verpflichtet ist, ist nur „die Befriedigung der Grundbedürfnisse in Bedacht auf Art. 8 EMRK“ (so im Abs. 4 des Art. 8), nicht der dem Lebensstandard der Österreicher deutlich angeglichenere Umfang der Grundversorgung. Dieser wurde mit Bedacht auf sozialen Frieden und auf die zukünftige Integration gewählt.